# الامان (استر أباد)
الامان (بالفارسية: الامن) هي قرية تقع في إيران في قسم استر أباد الریفي. يقدر عدد سكانها بـ 153 نسمة بحسب إحصاء 2016.